# UWC México 11
UWC México 11: Born Again fue un evento de artes marciales mixtas producido por Ultimate Warrior Challenge México, que se llevó a cabo el 1 de octubre de 2011 en el Auditorio Fausto Gutiérrez Moreno de Tijuana, Baja California, México.